# Sukon (Kembang Tanjong)
Sukon is een bestuurslaag in het regentschap Pidie van de provincie Atjeh, Indonesië. Sukon telt 403 inwoners (volkstelling 2010).